# Tiffany Alvord

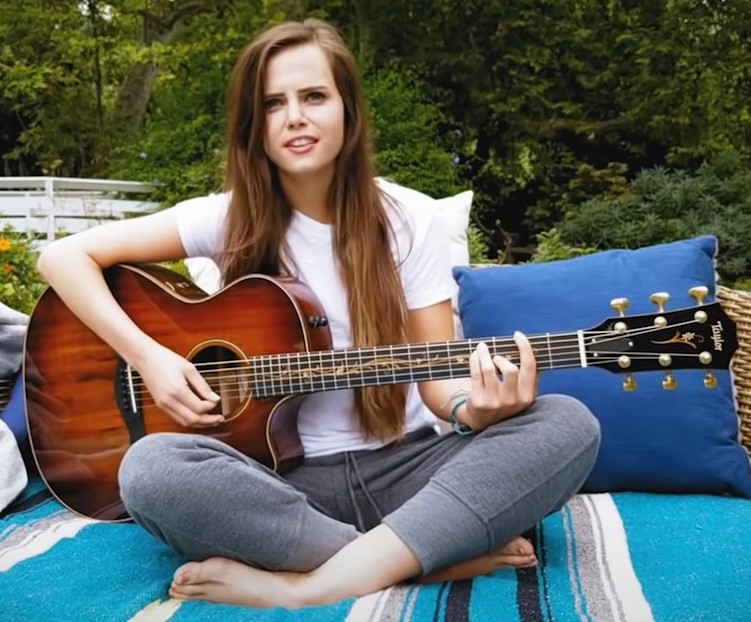
Tiffany Alvord, 2017

Tiffany Lynn Alvord (* 11. Dezember 1992 in La Cañada Flintridge, Kalifornien) ist eine US-amerikanische Sängerin und Songwriterin. Bekannt wurde sie durch ihren Kanal auf der Videoplattform YouTube, wo sie seit ihrem 15. Lebensjahr Musikvideos veröffentlicht. Ihre Videos haben bereits über 500 Millionen Aufrufe und 3,1 Millionen Abonnenten, womit sie zu den Top 50 der meist abonnierten Musik-Channels gehört.

## Leben
Tiffany Lynn Alvord wurde als Tochter von Cherie Alvord geboren, die heute auch ihre Managerin ist. Sie hat sechs Brüder, deren Namen alle mit dem Buchstaben  „T“ anfangen. Seit der Grundschulzeit spielt sie Klavier, Gitarre und Ukulele. Ihre ersten Lieder schrieb sie im Alter von zehn Jahren. In Musikvideos ist sie u. a. mit Jason Chen und Megan Nicole aufgetreten. Seit sie 15 Jahre alt ist, postet sie regelmäßig Cover-Songs auf YouTube, nun auch selbstgeschriebene Lieder. Von 2011 bis 2014 hatte Tiffany Alvord einige Auftritte im Ausland, so in Singapur, Indonesien und England. Im Dezember 2012 trat sie auf dem Times Square während des Neujahrsfestes auf der Nivea-Bühne auf.

## Diskografie
| Album                      | Erscheinungsdatum  |
| -------------------------- | ------------------ |
| I’ve Got it Covered        | 23. Juni 2011      |
| My Dream                   | 20. Dezember 2011  |
| I’ve Got It Covered Vol. 2 | 29. Juni 2012      |
| My Heart Is                | 18. September 2012 |
| I’ve Got it Covered Vol. 3 | 13. August 2013    |
| Legacy                     | 12. August 2014    |
| I've Got it Covered Vol. 4 | 10. Oktober 2014   |
| I've Got it Covered Vol. 5 | 6. Januar 2016     |
| I've Got it Covered Vol. 6 | 6. Januar 2016     |

## Trivia
Unter dem Namen „Tiffany Alvord Dream World“ veröffentlichte Animoca 2014 ein Mobilegame über Tiffany.